# Hotel Rey David
El Hotel Rey David (en hebreo: מלון המלך דוד Malon ha-Melekh David) es un hotel de 5 estrellas se encuentra en Jerusalén, Israel. Inaugurado en 1931, el hotel fue construido con piedra caliza rosa local tallada y fue fundado por Ezra Mosseri, un rico banquero judío y egipcio. Se encuentra ubicado en la calle Rey David en el centro de Jerusalén, con vistas a la Ciudad Vieja y el Monte Sion. 
El hotel, propiedad y operado por el grupo Dan Hotels, ha sido tradicionalmente el lugar elegido para recibir a jefes de Estado, dignatarios y otras personalidades durante sus visitas a Jerusalén. También es famoso por haber sido blanco de atentado terrorista con bomba llevado a cabo por el grupo paramilitar sionista Irgun, en el que murieron 91 personas.

### Historia
Fue un hito en la Guerra de Independencia de 1948, la división de la ciudad y durante la anexión de Jerusalén Este de Jordania en la Guerra de los Seis Días de 1967. El hotel fue fundado por un rico banquero judío egipcio y director del Banco Nacional de Egipto llamado Ezra Mosseri. Él financió la mitad del proyecto y otros judíos afluentes de El Cairo también ayudaron.
El hotel fue construido con piedra caliza rosa de cantera local. Entre los invitados destacados se encontraban el rey Abdullah I de Jordania, la emperatriz viuda de Persia y la reina madre de Egipto, Nazli. El hotel también fue residencia de tres jefes de Estado obligados a exiliarse. El rey Jorge II de Grecia dirigió su gobierno en el hotel después de huir de los nazis que habían ocupado Grecia en 1942. El emperador Haile Selassie de Etiopía fue expulsado de su país por los italianos en 1936. El rey Alfonso XIII de España huyó de su condado cuando los candidatos republicanos ganaron la mayoría de los votos en las elecciones. La cadena de hoteles Dan compró el hotel en 1958, y hoy, el Rey David es uno de los hoteles más prestigiosos de Israel. Todavía es visitado por dignatarios extranjeros y jefes de Estado.